# Totlala
Totlala är en ort i Mexiko.   Den ligger i kommunen Zoquitlán och delstaten Puebla, i den sydöstra delen av landet, 260 km sydost om huvudstaden Mexico City. Totlala ligger 1 969 meter över havet och antalet invånare är 162.
Terrängen runt Totlala är kuperad västerut, men österut är den bergig. Runt Totlala är det ganska tätbefolkat, med 72 invånare per kvadratkilometer. Närmaste större samhälle är Coxcatlán, 17,3 km väster om Totlala. I omgivningarna runt Totlala växer i huvudsak blandskog.